# 呪われた森
『呪われた森』（のろわれたもり、原題: The Watcher In The Woods）は、1980年にウォルト・ディズニー・プロダクション制作のアメリカ合衆国のホラー映画。上映時間は100分（84分）。日本では、1982年9月11日に東宝配給で公開され、後にバンダイから字幕版のビデオが発売された。

## 解説
ディズニー制作のホラー映画はフローレンス・エンゲル・ランドールの小説 「ア・ウォッチャー・イン・ザ・ウッズ」を原作にイギリス・ロンドンのパインウッド・スタジオと共同で撮影が行われた。セイント・ヒューバーツ・マナーという巨大な邸宅はバッキンガムシャイアのアイバー・ヒースの近くに建てられ、カーティスがが休暇中に滞在する別荘として使用された。エッティントン・パーク・マナーというゴシック風の邸宅と、近くに建つ古い石造りのチャベルも映画で使用される。
アート・クルークシャンクとボブ・ブロートンはACESを利用した超自然現象効果を指揮した。
ニューヨーク先行上映の際、特殊効果を多用した結末が不評だったため、公開を取りやめ、そのシーンをカットし新エンディングの撮影を行う、その間に「メリー・ポピンズ」を再上映させ、1981年に全米公開される。しかし、好機を逃したため興行は失敗に終わった。

## ストーリー
アメリカ人の作曲家とその家族は、田舎のイギリスで一風変わった世捨て人のような管理人・エイルウッド夫人から不吉な予感のする家を借りた。ところが、その日から長女のジャンの身に自分とよく似た不思議な少女の姿を鏡の中に見るなどの様々な恐ろしい出来事がふりかかる。
この不気味な体験は、30年前に行方不明になったエイルウッド夫人の娘に関係があるようだった。彼女の失踪を調べているうちに、思いがけない秘密が解き明かされていく。

## キャスト
| 役名                     | 俳優                       | 日本語吹替 |
| ------------------------ | -------------------------- | ---------- |
| アイルウッド夫人         | ベティ・デイヴィス         | 好村俊子   |
| アイルウッド夫人（少女） | ジョージナ・ヘイル         |            |
| ヘレン・カーティス       | キャロル・ベイカー         |            |
| ポール・カーティス       | デヴィッド・マッカラム     | 秋元羊介   |
| ジャン・カーティス       | リン＝ホリー・ジョンソン   |            |
| エリー・カーティス       | カイル・リチャーズ         |            |
| ジョン・ケラー           | イアン・バネン             |            |
| トム・コリー             | リチャード・パスコ         |            |
| メアリー・フレミング     | フランシス・カカ           |            |
| マイク・フレミング       | ベネディクト・テイラー     |            |
| ミセス・タイラー         | エレノア・サマーフィールド |            |
| カレン・アイルウッド     | キャサリン・レヴィー       |            |

## スタッフ
| 製作総指揮                   | ドン・B・テータム                                                            |
| 製作                         | E・カードン・ウォーカー                                                      |
| 原作                         | フローレンス・エンゲル・ランドール                                           |
| 脚本                         | ブライアン・クレメンス、ハリー・スポルディング、ローズマリー・アン・シッソン |
| 音楽                         | スタンリー・マイヤーズ                                                       |
| 撮影                         | アラン・ヒューム                                                             |
| 美術監督                     | アラン・キャシー                                                             |
| 美術デザイン                 | エリオット・スコット                                                         |
| 録音                         | ジム・シールズ                                                               |
| 編集                         | ジョフリー・フット                                                           |
| 装置                         | イアン・ホイッティカー                                                       |
| 衣裳デザイン                 | エンマ・ポーティアス                                                         |
| 音楽編集                     | クロード・ヒッチコック、ゲリー・ハンフリーズ                                 |
| 特殊効果                     | ジョン・リチャードソン                                                       |
| 特殊撮影                     | アート・クルークシャンク、ボブ・ブロートン                                   |
| アソシエイト・プロデューサー | ヒュー・アットウール                                                         |
| 映像制作                     | ウォルト・ディズニー・プロダクション                                         |
| プロデューサー               | トム・リーチ、ヒュー・アットウール                                           |
| エグゼクティブプロデューサー | ロナルド・W・ミラー                                                          |
| 監督                         | ヴィンセント・マケヴィティ、ジョン・ハフ                                     |
| 配給                         | ブエナ・ビスタ・ディストリビューション                                       |